# Leucotmemis rubribasalis
Leucotmemis rubribasalis là một loài bướm đêm thuộc phân họ Arctiinae, họ Erebidae.